# Gymnocrex rosenbergii
Il rallo faccianuda o rallo di Rosenberg (Gymnocrex rosenbergii Schlegel, 1866) è un uccello della famiglia dei Rallidi originario di Sulawesi.

## Descrizione
Come tutti i Rallidi, il rallo faccianuda ha ali corte, zampe lunghe e robusti piedi muniti di artigli affilati. Lungo 30 cm, il rallo faccianuda si riconosce facilmente per la chiazza di pelle nuda color blu cobalto brillante attorno agli occhi. Questo blu risalta particolarmente sul bruno-violaceo delle regioni superiori e sul nero della sommità del capo, della coda e delle regioni inferiori.  Maschi e femmine hanno aspetto simile.

## Distribuzione e habitat
Il rallo faccianuda vive solamente a Sulawesi e sulla vicina isola di Peleng.
Sebbene abiti prevalentemente nelle fitte e umide foreste di pianura, si incontra anche nelle risaie abbandonate. Si pensa che prediliga le aree con un fitto sottobosco di piccoli alberelli, palme, rattan e bambù, nei pressi di torrenti e stagni. È stato avvistato a varie altitudini, ma è più comune tra i 150 e i 900 m di quota.

## Biologia
Come molti altri Rallidi, anche il rallo faccianuda ha un comportamento riservato e una natura elusiva, e per questo viene avvistato solo di rado; quindi, le informazioni che possediamo sulla sua biologia sono molto scarse.
Trascorre gran parte della propria esistenza al suolo, ed è capace di volare solo per brevi distanze.
Si ritiene che si nutra soprattutto di chiocciole e insetti.
Emette un richiamo simile al «russare» di un uomo, ma quando è allarmato può chiocciare più silenziosamente.

## Conservazione
Si ritiene che la piccola popolazione di rallo faccianuda (3500-15.000 esemplari) sia in diminuzione e per questo motivo la specie è classificata dalla IUCN Red List come specie vulnerabile. La causa principale del suo declino è la distruzione, il degrado e la frammentazione dell'habitat. Negli ultimi due decenni le foreste di pianura di Sulawesi e Peleng sono diminuite rapidamente, soprattutto a causa dell'avanzare dell'agricoltura.
La distruzione delle foreste è dovuta anche all'aumento della popolazione umana. In passato, in Indonesia è stata portata avanti la politica di reinsediare gli abitanti provenienti dalle isole maggiori in regioni meno popolate, come appunto Sulawesi. Questo ha causato effetti deleteri per l'ambiente: le foreste sono state abbattute per fare spazio a campi coltivati, nuove strade e centri abitati, e la caccia e l'insostenibile pratica dell'agricoltura taglia e brucia hanno raggiunto un livello allarmante.
La scarsa attitudine al volo, inoltre, rende il rallo faccianuda vulnerabile agli attacchi dei predatori, come i cani, e alla cattura tramite trappole.